# Dino Zoff
Dino Zoff (* 28. února 1942 Mariano del Friuli, Italské království) je bývalý italský fotbalový brankář a trenér. Celkem 20 sezon odchytal v nejvyšší lize ve čtyřech klubech. Získal šest titulů, všechna s Juventusem (1972/73, 1974/75, 1976/77, 1977/78, 1980/81, 1981/82) za které odehrál celkem 479 zápasů. Dále vyhrál dva Italské poháry (1978/79, 1982/83) jednou slavil vítězství v poháru UEFA (1976/77). Za reprezentaci nastoupil do čtyř turnajů MS (1970 - stříbro, 1974, 1978, 1982 - zlato) a také byl na dvou ME (1968 - zlato, 1980).
Je považován za jednoho z nejlepších brankářů v historii fotbalu. Po ukončení fotbalové kariéry se stal trenérem a dva roky vedl Bianconeri se kterými vyhrál Pohár UEFA 1989/90, což se stal prvním co to zvládl co by hráč i trenér. Vedl i reprezentaci Itálie se kterou na ME 2000 skončil na 2. místě.
Pelé ho roku 2004 zařadil mezi 125 nejlepších žijících fotbalistů. V anketě Zlatý míč, která hledala nejlepšího fotbalistu Evropy, se roku 1973 umístil na druhém místě. Figuruje na seznamu UEFA Jubilee 52 Golden Players. V letech 2012 a 2015 vstoupil do Italské síně slávy a také na chodník slávy Italského sportu.

## Klubová kariéra

### Udinese
Když měl 14 let, odešel vyzkoušet štěstí na konkurz do Interu a Juventusu, jenže kvůli jeho nízkému vzrůstu,byl později přijat do Udinese.
První utkání odchytal v nejvyšší lize 24. září 1961 proti Fiorentině (2:5). Poté ještě nastoupil do třech utkání. I tak ale musel s klubem sestoupit do druhé ligy. Následující rok, se stal pro majitele klubu s jeho výkony nepřesvědčivý a tak se jej rozhodl prodat.

### Mantova
Klub Mantova jej koupil v roce 1963 za 20 milionů lir Zpočátku byl určený jako brankář číslo dva za zkušenějším a papírově spolehlivějším Santarelliho. Ale díky zranění Santarelliho odchytal 27 utkání a obdržel jen 25 branek. Po dvou sezonách v nejvyšší lize sestoupil na jeden rok do druhé ligy. V sezoně 1966/67 pomohl klubu k 9. místu v lize. Díky skvělým výkonům, si jej všimli velké kluby a tak po čtyřech letech a 131 utkání odešel.

### Neapol
V létě 1967 se zdálo, že odejde do Milána, s nímž se v zásadě dohodl. Avšak dohoda skočila u ledu, protože Milán nakonec podepsal Cudiciniho. O půlnoci posledního dne přestupového trhu se přestěhoval do Neapole za 120 milionů lir plus brankář Bandoniho. Branku Neapole střežil nepřetržitě 143 utkání od svého debutu 24 září 1967 proti Atalantě (1:0) do 12. března 1972 proti Interu (0:2). Po tomto utkání si při tréninku utrpěl zranění kotníku. Během své bojovnosti v klubu, vytvořil dva rekordy: v sezóně 1970/71 inkasoval pouze 18 gólů ve 30 zápasech, také dokázal prvních šest kol udržet čisté konto a kapituloval až po 590 minutách. Největšího úspěchu v klubu bylo 2. místo v lize v sezoně 1967/68 a finále italského poháru v sezoně 1971/72. Za Neapol odchytal celkem 190 utkání a obdržel 166 branek.

### Juventus
V létě roku 1972 se klub z Neapole rozhodl omladit kádr a také ekonomický reorganizovat. A tak Dino byl ve 30 letech vyměněn do Juventusu za Carmignaniho. Během jedenácti let působení u Bianconeri nikdy nechyběl v ligovém utkání.
Všechna jeho vítězství jsou spojena s Bianconeri jak jako hráč, tak následně i jako trenér: v jedenácti sezónách získal šestkrát titul mistra Itálie (1972/73, 1974/75, 1976/77, 1977/78, 1980/81 a 1981/82), dva italské poháry (1978/79 a 1982/83) a Pohár UEFA (1976/77). Jeho kariéra v Juventusu skončila v neúspěšném finále poháru PMEZ 1982/83 25. května 1983 proti Hamburku (0:1). V následujících dnech požádal vedení, aby pro poslední sezónní utkání bylo svěřeno druhému brankaři Bodinimu.
Během svých let v Juventusu vytvořil několik pozoruhodných rekordů: během sezóny 1972/73 udržel čisté konto 903 minut, čímž překonal předchozích 792 minut brankáře Da Pozza, čímž vytvořil tehdy neporazitelný rekord. Byl překonán až Rossim 929 minut v sezoně 1993/94. V sezóně 1981/82 inkasoval pouze 14 gólů, což je absolutní rekord klubu. Navíc v jedenácti sezónách odehraných v černobílém dresu nevynechal ani jeden ligový zápas a nastoupil na hřiště 330 zápasů v řadě.
Celkově odchytal 570 zápasů v nejvyšší lize, což bylo do roku 2005 rekord, když jej překonal Paolo Maldini.

## Hráčská statistika
| Sezóna  | Klub     | Liga    | Liga   | Liga       | Ligové poháry | Ligové poháry | Ligové poháry | Kontinentální poháry | Kontinentální poháry | Kontinentální poháry | Celkem | Celkem |
| Sezóna  | Klub     | Soutěž  | Zápasy | Obdr. Góly | Soutěž        | Zápasy        | Góly          | Soutěž               | Zápasy               | Góly                 | Zápasy | Góly   |
| ------- | -------- | ------- | ------ | ---------- | ------------- | ------------- | ------------- | -------------------- | -------------------- | -------------------- | ------ | ------ |
| 1961/62 | Udinese  | Serie A | 4      | -9         | IP            | 0             | -0            | -                    | 0                    | -0                   | 4      | -9     |
| 1962/63 | Udinese  | Serie B | 34     | -45        | IP            | 1             | -3            | -                    | 0                    | 0                    | 35     | -48    |
| 1963/64 | Mantova  | Serie A | 27     | -25        | IP            | 0             | -0            | -                    | 0                    | 0                    | 27     | -25    |
| 1964/65 | Mantova  | Serie A | 32     | -37        | IP            | 1             | -2            | -                    | 0                    | -0                   | 33     | -39    |
| 1965/66 | Mantova  | Serie B | 38     | -26        | IP            | 1             | -2            | -                    | 0                    | -0                   | 39     | -28    |
| 1966/67 | Mantova  | Serie A | 34     | -23        | IP            | 1             | -1            | -                    | 0                    | -0                   | 35     | -24    |
| 1967/68 | Neapol   | Serie A | 30     | -24        | IP            | 2             | -2            | Vel.P                | 4                    | -7                   | 36     | -33    |
| 1968/69 | Neapol   | Serie A | 30     | -25        | IP            | 5             | -7            | Vel.P                | 3                    | -3                   | 38     | -35    |
| 1969/70 | Neapol   | Serie A | 30     | -21        | IP            | 3             | -3            | Vel.P                | 6                    | -6                   | 39     | -30    |
| 1970/71 | Neapol   | Serie A | 30     | -17        | IP            | 11            | -13           | -                    | 0                    | -0                   | 41     | -30    |
| 1971/72 | Neapol   | Serie A | 23     | -23        | IP            | 11            | -13           | UEFA                 | 2                    | -2                   | 36     | -38    |
| 1972/73 | Juventus | Serie A | 30     | -22        | IP            | 11            | -10           | PMEZ                 | 9                    | -5                   | 50     | -37    |
| 1973/74 | Juventus | Serie A | 30     | -26        | IP            | 9             | -4            | PMEZ+Int.P           | 2+1                  | -4+ -1               | 42     | -35    |
| 1974/75 | Juventus | Serie A | 30     | -19        | IP            | 10            | -8            | UEFA                 | 10                   | -10                  | 50     | -37    |
| 1975/76 | Juventus | Serie A | 30     | -24        | IP            | 4             | -4            | PMEZ                 | 4                    | -6                   | 38     | -34    |
| 1976/77 | Juventus | Serie A | 30     | -20        | IP            | 5             | -2            | UEFA                 | 12                   | -7                   | 47     | -29    |
| 1977/78 | Juventus | Serie A | 30     | -17        | IP            | 4             | -2            | PMEZ                 | 7                    | -4                   | 41     | -23    |
| 1978/79 | Juventus | Serie A | 30     | -20        | IP            | 9             | -7            | PMEZ                 | 2                    | -2                   | 41     | -29    |
| 1979/80 | Juventus | Serie A | 30     | -25        | IP            | 4             | -1            | PVP                  | 8                    | -5                   | 42     | -31    |
| 1980/81 | Juventus | Serie A | 30     | -15        | IP            | 8             | -8            | UEFA                 | 4                    | -8                   | 42     | -31    |
| 1981/82 | Juventus | Serie A | 30     | -14        | IP            | 4             | -4            | PMEZ                 | 4                    | -5                   | 38     | -23    |
| 1982/83 | Juventus | Serie A | 30     | -24        | IP            | 6             | -8            | PMEZ                 | 9                    | -10                  | 45     | -42    |
| Celkově | Celkově  | Celkově | 642    | -501       | -             | 110           | -104          | -                    | 87                   | -85                  | 839    | -690   |

## Reprezentační kariéra

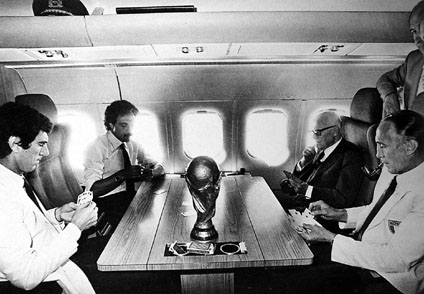
Po vítězném MS 1982. Dino Zoff první zleva.

V reprezentací odchytal za 15 let 112 utkání a obdržel 84 branek. První utkání odchytal 20. dubna 1968 proti Bulharsku (2:0). Trenér Ferruccio Valcareggi, ale za prvního brankaře měl Albertosiho a dvojku Vieriho. A tak se prvního velkého turnaje dočkal na ME 1968, kde odchytal všechna utkání a dovedl tým ke zlatu. Na MS 1970 odcestoval, jenže nezasáhl do žádného zápasu. I tak má z turnaje stříbro. Dne 20. února 1971 dostal šanci proti Španělsku (1:2). I když prohráli zůstal do roku 1983 neotřesitelnou brankářskou jedničkou. Za tohle dobu chyběl jen u 9 utkání z 110 utkání. Neuvěřitelnou šňůru bez inkasovaného gólu měl mezi 20. zářím 1972 až 15. červnem 1974. Celkem 1142 minut (absolutní rekord národních fotbalových týmů).
Na MS 1974 i MS 1978 odchytal všechna utkání a na MS 1978 skončil na 4. místě. Také na ME 1980 bral 4. místo a tak posledním velkým turnajem bylo MS 1982. Jel na čtvrtý turnaj a vyrovnal tak rekord Albertosiho a Rivery (později byl vyrovnán jinými hráči a poražen v roce 2014 Buffonem). V prvním utkání odehrál 100 utkání, čímž se stal prvním Italem, kterému se to podařilo. Celý turnaj Itálie ovládla a Dino se stal ve 40 letech nejstarším kapitánem co se stal mistrem světa. Také se stal prvním a jediným Italem, který vyhrál MS a ME.
Dne 29. května 1983, ve věku 41 let, nastoupil na hřiště naposledy. Proti Švédsku obdržel dvě branky (0:2).. Se 112 utkání (59 jako kapitán) byl 19 let držitelem rekordu. Až v roce 2000 jej překonal Paolo Maldini.

### Statistika na velkých turnajích
| Reprezentace | Rok     | Zápasy                         | Zápasy | Zápasy         | Zápasy           | Zápasy           | Zápasy            |
| Reprezentace | Rok     | Fáze turnaje                   | Datum  | Soupeř         | Odehraných minut | Vstřelené branky | Výsledek          |
| ------------ | ------- | ------------------------------ | ------ | -------------- | ---------------- | ---------------- | ----------------- |
| Itálie       | ME 1968 | Semifinále                     | 5. 6.  | Sovětský svaz  | 120              | 0                | 0:0               |
| Itálie       | ME 1968 | Finále č.1                     | 8. 6.  | Jugoslávie     | 120              | 0                | 1:1               |
| Itálie       | ME 1968 | Finále č.2                     | 1. 6.  | Jugoslávie     | 90               | 0                | 2:0               |
| Itálie       | MS 1970 | Neodehrál žádné utkání         |        |                |                  |                  |                   |
| Itálie       | MS 1974 | 1 zápas ve skupině             | 15. 6. | Haiti          | 90               | 0                | 3:1               |
| Itálie       | MS 1974 | 2 zápas ve skupině             | 19. 6. | Argentina      | 90               | 0                | 1:1               |
| Itálie       | MS 1974 | 3 zápas ve skupině             | 23. 6. | Polsko         | 90               | 0                | 1:2               |
| Itálie       | MS 1978 | 1 zápas ve skupině             | 2. 6.  | Francie        | 90               | 0                | 2:1               |
| Itálie       | MS 1978 | 2 zápas ve skupině             | 6. 6.  | Maďarsko       | 90               | 0                | 3:1               |
| Itálie       | MS 1978 | 3 zápas ve skupině             | 10. 6. | Argentina      | 90               | 0                | 1:0               |
| Itálie       | MS 1978 | 1 zápas v semifinálové skupině | 14. 6. | NSR            | 90               | 0                | 0:0               |
| Itálie       | MS 1978 | 2 zápas v semifinálové skupině | 18. 6. | Rakousko       | 90               | 0                | 1:0               |
| Itálie       | MS 1978 | 3 zápas v semifinálové skupině | 21. 6. | Nizozemí       | 90               | 0                | 1:2               |
| Itálie       | MS 1978 | o 3. místo                     | 24. 6. | Brazílie       | 90               | 0                | 1:2               |
| Itálie       | ME 1980 | 1 zápas ve skupině             | 12. 6. | Španělsko      | 90               | 0                | 0:0               |
| Itálie       | ME 1980 | 2. zápas ve skupině            | 15. 6. | Anglie         | 90               | 0                | 1:0               |
| Itálie       | ME 1980 | 3 zápas ve skupině             | 18. 6. | Belgie         | 90               | 0                | 0:0               |
| Itálie       | ME 1980 | o 3. místo                     | 21. 6. | Československo | 120              | 0                | 1:1 (8:9 na pen.) |
| Itálie       | MS 1982 | 1 zápas v první skupin. fáze   | 14. 6. | Polsko         | 90               | 0                | 0:0               |
| Itálie       | MS 1982 | 2 zápas v první skupin. fáze   | 18. 6. | Peru           | 90               | 0                | 1:1               |
| Itálie       | MS 1982 | 3 zápas v první skupin. fáze   | 23. 6. | Kamerun        | 90               | 0                | 1:1               |
| Itálie       | MS 1982 | 1 zápas ve druhé skupin. fáze  | 29. 6. | Argentina      | 90               | 0                | 2:1               |
| Itálie       | MS 1982 | 2 zápas ve druhé skupin. fáze  | 5. 7.  | Brazílie       | 90               | 0                | 3:2               |
| Itálie       | MS 1982 | Semifinále                     | 8. 7.  | Polsko         | 90               | 0                | 2:0               |
| Itálie       | MS 1982 | Finále                         | 11. 7. | NSR            | 90               | 0                | 3:1               |

## Hráčské úspěchy

### Klubové
- 6× vítěz italské ligy (1972/73, 1974/75, 1976/77, 1977/78, 1980/81, 1981/82)
- 2× vítěz italského poháru (1978/79, 1982/83)
- 1x vítěz poháru UEFA (1976/77)

### Reprezentační
- 4× na MS (1970 - stříbro, 1974, 1978, 1982 - zlato)
- 2× na ME (1968 - zlato, 1980)

## Trenérská kariéra
V roce 1982 vybojoval jako hráč s reprezentačním týmem titul mistrů světa. V roce 2000 vedl italskou reprezentaci na mistrovství Evropy. Tým dovedl až do finále, kde Itálie podlehla Francii až v prodloužení. Po kritice ze strany Silvia Berlusconiho (italského premiéra a majitele AC Milán) z postu reprezentačního trenéra odstoupil.

## Trenérská statistika

### Klubová
| Sezóna  | Klub        | Liga    | Liga   | Liga  | Liga   | Liga   | Liga                        | Ligové poháry | Ligové poháry | Ligové poháry | Ligové poháry | Ligové poháry | Ligové poháry | Kontinentální poháry | Kontinentální poháry | Kontinentální poháry | Kontinentální poháry | Kontinentální poháry | Kontinentální poháry | Celkem | Celkem | Celkem | Celkem |
| Sezóna  | Klub        | Soutěž  | Zápasy | Výhry | Remízy | Prohry | Umístění                    | Soutěž        | Zápasy        | Výhry         | Remízy        | Prohry        | Úspěch        | Soutěž               | Zápasy               | Výhry                | Remízy               | Prohry               | Úspěch               | Zápasy | Výhry  | Remízy | Prohry |
| ------- | ----------- | ------- | ------ | ----- | ------ | ------ | --------------------------- | ------------- | ------------- | ------------- | ------------- | ------------- | ------------- | -------------------- | -------------------- | -------------------- | -------------------- | -------------------- | -------------------- | ------ | ------ | ------ | ------ |
| 1988/89 | Juventus FC | Serie A | 34     | 15    | 16     | 3      | 4. místo                    | IP            | 8             | 3             | 4             | 1             | -             | UEFA                 | 8                    | 5                    | 0                    | 3                    | -                    | 50     | 23     | 20     | 7      |
| 1989/90 | Juventus FC | Serie A | 34     | 15    | 14     | 5      | 4. místo                    | IP            | 8             | 6             | 1             | 1             |               | UEFA                 | 12                   | 9                    | 2                    | 1                    | Zlatá medaile        | 54     | 30     | 17     | 7      |
| 1990/91 | Lazio       | Serie A | 34     | 8     | 19     | 7      | 11. místo                   | IP            | 2             | 0             | 1             | 1             | -             | -                    | 0                    | 0                    | 0                    | 0                    | -                    | 36     | 8      | 20     | 8      |
| 1991/92 | Lazio       | Serie A | 34     | 11    | 12     | 11     | 10. místo                   | IP            | 4             | 2             | 1             | 1             | -             | -                    | 0                    | 0                    | 0                    | 0                    | -                    | 38     | 13     | 13     | 12     |
| 1992/93 | Lazio       | Serie A | 34     | 13    | 12     | 9      | 5. místo                    | IP            | 6             | 3             | 2             | 1             | -             | -                    | 0                    | 0                    | 0                    | 0                    | -                    | 40     | 16     | 14     | 10     |
| 1993/94 | Lazio       | Serie A | 34     | 17    | 10     | 7      | 4. místo                    | IP            | 2             | 0             | 1             | 1             | -             | UEFA                 | 4                    | 3                    | 0                    | 1                    | -                    | 40     | 20     | 11     | 9      |
| 1997    | Lazio       | Serie A | 16     | 9     | 5      | 2      | nastoupil v led., 4. místo  | IP            | 0             | 0             | 0             | 0             | -             | -                    | 0                    | 0                    | 0                    | 0                    | -                    | 16     | 9      | 5      | 2      |
| 2001    | Lazio       | Serie A | 21     | 15    | 3      | 3      | nastoupil v led.,           | -             | 0             | 0             | 0             | 0             | -             | LM                   | 4                    | 1                    | 2                    | 1                    | -                    | 25     | 16     | 5      | 4      |
| 2001    | Lazio       | Serie A | 3      | 0     | 3      | 0      | propuštěn v zář.            | -             | 0             | 0             | 0             | 0             | -             | LM                   | 4                    | 1                    | 0                    | 3                    | -                    | 7      | 1      | 3      | 3      |
| 2005    | Fiorentina  | Serie A | 18     | 4     | 7      | 7      | nastoupil v led., 16. místo | IP            | 2             | 1             | 0             | 1             | -             | -                    | 0                    | 0                    | 0                    | 0                    | -                    | 20     | 5      | 7      | 8      |
| Celkově | Celkově     | Celkově | 262    | 107   | 101    | 54     | -                           | -             | 32            | 15            | 10            | 7             | -             | -                    | 32                   | 19                   | 4                    | 9                    | -                    | 326    | 141    | 115    | 70     |

### Reprezentační
| 1998–1999 | Itálie | Kvalifikace ME 2000 | 1. místo ve skupině | 8  | 4  | 3 | 1 |
| 2000      | Itálie | ME 2000             | Stříbrná medaile    | 6  | 4  | 1 | 1 |
| 1998–2000 | Itálie | přátelské utkání    | -                   | 9  | 3  | 3 | 3 |
| Celkem    | Celkem | Celkem              | Celkem              | 23 | 11 | 7 | 5 |